# Terres baixes d'Escòcia

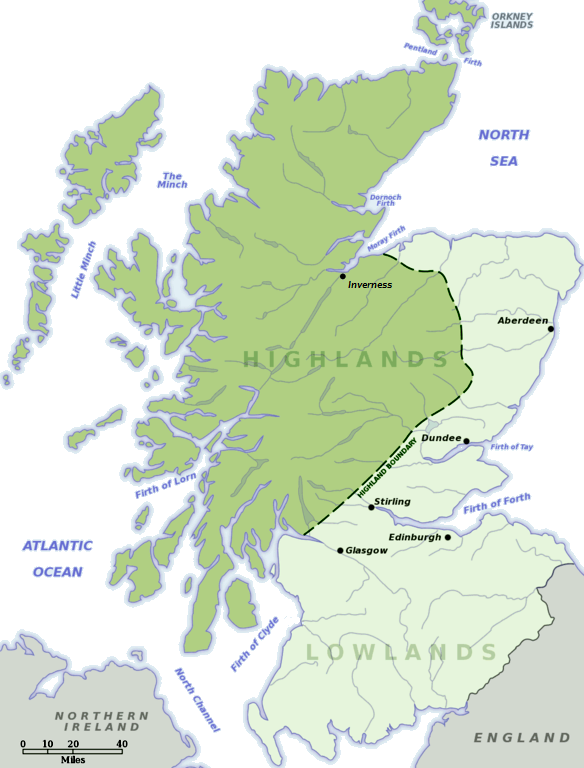
Divisió entre Terres baixes (Lowlands)i Terres altes (Highlands) a Escòcia

Les Terres baixes d'Escòcia (en anglès: Scottish Lowlands, en gaèlic escocès: Ghalldachd, amb el significat de zona no gaèlica, i anomenades Lawlands o Lallans en la variant escocesa de l'anglès) és una divisió no oficial del territori escocès, però molt arrelada, utilitzada i popular.
Per exclusió, és la zona que no comprèn les Terres altes d'Escòcia (Scottish Highlands o Gàidhealtachd), és a dir, al sud i est de la línia (Highland Boundary Fault) entre Stonehaven i Helensburgh. De fet, algunes de les parts de les Terres baixes d'Escòcia no són físicament de baixa altitud i a la vegada algunes seccions de les Terres altes d'Escòcia no són altes.
La majoria de la població protestant de l'Ulster té els orígens en les Terres baixes d'Escòcia.